# Les Escoles (Banyeres del Penedès)
Les Escoles és una obra del municipi de Banyeres del Penedès (Baix Penedès) inclosa en l'Inventari del Patrimoni Arquitectònic de Catalunya.

## Descripció
Es tracta d'un edifici aïllat, precedit per un petit jardí que consta de dues grans palmeres. És situat al centre del poble. Consta de dues plantes. Els baixos tenen una porta amb llinda i una finestra rectangular col·locada verticalment.
La segona planta presenta, al mig, un balcó amb barana de ferro forjat, a cada costat del qual hi ha una petita finestra amb llinda. Al centre de la façana i damunt del balcó s'alça una estructura de caràcter triangular que conté el rellotge del poble, sobre el qual hi ha la campana.

## Història
L'escola és d'edificació relativament recent. Data d'abans del 1936. En ella s'impartien classes a tots els nens de la contornada (Sant Miquel i masies properes). En la seva edificació ajudà el Comte de El Asalto, pare de l'actual propietària (1983) de Cal Garriga. Posteriorment en desús.